# 卡斯托
卡斯托（義大利語：Casto），是意大利布雷西亚省的一个市镇。总面积21平方公里，人口1908人，人口密度90.9人/平方公里（2009年）。国家统计（ISTAT）代码为017044。